# Petits Chanteurs d'Aix-en-Provence
 (mai 2015).
Les Petits Chanteurs d'Aix-en-Provence  et du pays d’Aix et Les cap 15, est un chœur d'enfants créé en 1961.

## Histoire
Les Petits Chanteurs d'Aix-en-Provence sont nés d'une passion pour le chant polyphonique. Leur histoire commence en 1961. Ils sont membres de la Fédération internationale des Pueri Cantores.
C'est en 1961 qu'un jeune professeur de Lettres, Gérard Mouton, passionné de musique, souhaite rassembler de jeunes garçons pour fonder une chorale. Quelques années d'apprentissage plus tard, ils enregistrent leur premier disque 33 tours « Pastorale et Noëls de Provence».
En 1966/1967, les Petits Chanteurs représentèrent la ville d'Aix-en-Provence à Rome, au Congrès International des Pueri Cantores. Ils enregistrent alors leur premier 33 tours. Puis la télévision a fait connaître leurs visages…
En 1969, s’établit la tradition d'une tournée d'été qui, chaque année, conduit la manécanterie aux quatre coins du monde : Allemagne, Hollande, Luxembourg, Belgique, Italie, Suisse, Espagne, Maroc, Louisiane, Californie, Canada, Martinique…
L'année suivante, Télé dimanche de Raymond Marcillac avec Hugues Aufray.
En 1971, les chanteurs donnent un concert de Noël au Palais princier de Monaco. Ils participent également à l'émission de télévision Entente cordiale, durant laquelle ils interprètent La foi du charbonnier repris par un groupe issu des Petits Chanteurs d'Aix « Les Cap 15 ».
- 1974, Olympia « les Cap 15 » groupe issu des Petits Chanteurs d'Aix chantent à l'Olympia pour le premier festival de la chanson pour enfant
- 1976, « Les Cap 15 » sortent un 45 tours
  - Un Enfant, Un Oiseau, Une Fleur
  - La Foi Du Charbonnier (Jean-Paul Cara, Mick Micheyl)
- À partir de 1977, ils sont les chœurs de tous les spectacles musicaux de Chantal Goya
- 1986 marquera leur histoire, lorsque le pape Jean-Paul II les recevra en audience privée, à Castel Gandolfo.
- 2000 tournage du premier vivement dimanche du siècle avec Sœur Emmanuelle

Gérard Mouton, fondateur de la chorale, reçoit en 2004 du président de la République Jacques Chirac la Légion d'honneur[réf. souhaitée].
Le 9 avril 2006, inauguration de la statue de Paul Cézanne et interprétation de la création Monsieur Cézanne avec Michèle Torr, en présence d'Andréa Ferréol et des autorités politiques de la ville dont Maryse Joissains-Masini, députée-maire.
Ce chœur rassemble en moyenne quarante garçons, de 7 à 29 ans, et quelques pères de famille, anciens « petits » chanteurs.
Au cours de leur carrière, ils accompagnent de grands noms de la chanson française à l'occasion d'enregistrements de disques de concerts ou d'émissions de télévision, tels que Chantal Goya (dont ils seront les chœurs de toutes ses comédies musicales), Charles Aznavour, Enrico Macias, Gérard Lenorman, Gilbert Bécaud, Ivan Rebroff, Johnny Tolton, Michel Galabru, Mick Micheyl, Thierry Le Luron, Michèle Torr, Mireille Mathieu…
Ils sont souvent au premier plan d 'actions humanitaires telles que: « Dis-moi bonjour » disque réalisé au profit des handicapés avec Michel Galabru, « Noël pour tout le monde » disque en faveur des enfants défavorisés avec l'Abbé Pierre - « Le blé de l'espérance » avec Franck Fernandel - « Cézanne pleure » en faveur de la forêt méditerranéenne.
2011 est l'année d'une grande fête pour les Petits Chanteurs d'Aix-en-Provence. En effet il s'agit du 50e anniversaire de leur fondation par Gérard Mouton. À cette occasion, le 3 juin 2011, ils se produisent - à guichets fermés - lors d'un concert de gala dans l'enceinte du Grand Théâtre de Provence. Ils ont la chance de produire leur première partie de concert avec l'Orchestre du Conservatoire d'Aix-en-Provence (dirigé par Michel Camatte). De nombreuses personnalités telles que Hugues Aufray, Andréa Ferréol sont présentes dans la salle. Le 4 juin 2011, Monseigneur Christophe Dufour, archevêque du diocèse d'Aix et d'Arles, les reçoit en la Cathédrale Saint-Sauveur pour une messe d'action de grâce réunissant chanteurs actuels, les anciens, parents et amis. Le même jour, Maryse Joissains-Masini, députée-maire d'Aix les reçoit en l'hôtel de ville pour une cérémonie protocolaire au cours de laquelle des chanteurs, bénévoles de l'association ou parents sont récompensés pour leur investissement au sein de la chorale.
L'année 2012 voit la direction et le nom des Petits Chanteurs d'Aix-en-Provence changer. Désormais, ils s'appellent « Les Petits Chanteurs d'Aix-en-Provence et du Pays d'Aix ».

## Filmographie et télédiffusion
1. Série de clips diffusés par "France Télévision": Chantons Noël; Il est né le Divin Enfant; Lettre au Père Noël; Madame Noël; Noël blanc; Vive le vent;
2. Dans des émissions télé: À Bonnes Gens Des Villages; C'est Noël, joie sur la terre; Comme un soleil dans Vivement Dimanche Sur France 2 avec Michel Drucker; Envois les clowns en 2005 avec Didier Barbelivien; Laissons entrer le soleil; My way; Petit Papa Noël et aussi dans des émissions télé, Mes jeunes années, Il est né le Divin Enfant, "Chez Pascal Sevran" Je viens du sud; My way; Le Temps Des Fleurs, la balade des gens heureux chez jacques Martin( émission musik and musique diffusée le dimanche soir;
3. Clip "Pataclop" pour la ligue anti-tabac
4. Clip "Noël pour tout le monde" avec l'Abbé Pierre à destination des enfants de Roumanie

- 1984 Le Mystérieux Voyage de Marie-Rose

- 1988, Clip "Une autre fois dis moi bonjour" avec Michel Galabru pour l'enfance inadaptée
- 1994, Clip "Cézanne pleure" en faveur de la forêt méditerranéenne
- 2004, Zodiaque (Série de téléfilm)
- 2005, Clip "Envois les clowns avec Didier Barbelivien
- 2008 Chantons Noël, Les Plus Belles Chansons de Noël, DVD, Version karaoké + version chantées

- 2011: L'album d'or, 50 ans : 1 DVD contenant :

1 - L'historique 10 min par Gérard Mouton,
2 - Vœux des personnalités et vidéoclips 51 min (Envois les clowns… TV…),
3 - Reportage TMC 6 min,
4 - Concert public au jeu de paume. + 2 CD

## Discographie

### 1974
Chorale des petits chanteurs d'Aix en Provence (12 titres) Chants Sacrés, Chants Profanes. Rééditer en CD avec 13 titres en 1990 et 2004

### 1979
Le lapin avec Chantal Goya

### 1984
Le Mystérieux Voyage de Marie-Rose avec Chantal Goya comédie musicale de Jean-Jacques Debout